# Ruisseau de Bibey
Le ruisseau de Bibey est une  rivière du sud-ouest de la France, c'est un affluent gauche de la Jalle de Blanquefort donc sous-affluent de la Garonne.

## Géographie
De 10,5 km de longueur, le ruisseau de Bibey est une rivière qui prend sa source sur la commune de Saint-Médard-en-Jalles en Gironde en région Nouvelle-Aquitaine et se jette dans la Jalle de Blanquefort sur la même commune.

## Département commune traversée
Le ruisseau de Bibey traverse un Département la Gironde et une seule commune Saint-Médard-en-Jalles.

## Principaux affluents
- Berle de la Capette : 10 km
- Ruisseau de Souge : 6,2 km